# Brigitte Fassbaender

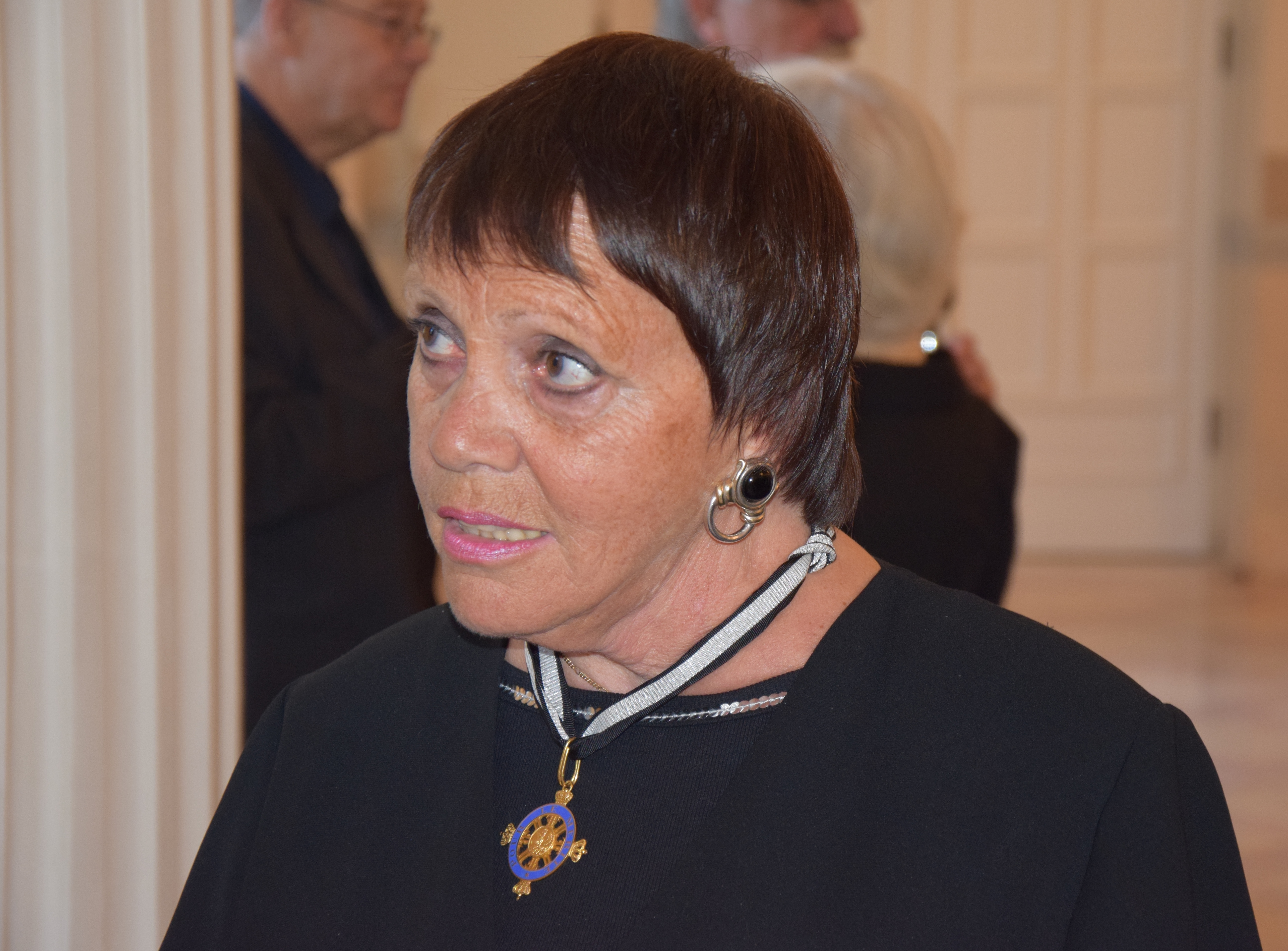
Brigitte Fassbaenderna em Berlim.

Brigitte Fassbaender (Berlin, 3 de julho de 1939) é uma mezzo-soprano, conhecida entre outros pelas suas aparições na Ópera do Estado Bávaro, e uma diretora artística alemã.

## Biografia
Fassbaender é a filha da atriz Sabine Peters e do celebrado barítono Willi Domgraf-Fassbaender. Ela viveu seus primeiros anos em Munique. Estudou canto com seu pai no Conservatório de Nurembergue. Em 1961 ela ingressou na Ópera do Estado Bávaro, onde fez sua estreia como Nicklausse em Les Tales d'Hoffmann. Fassbaender cantou o papel de Octavian de Der Rosenkavalier em Munique em 1967, o papel que fez ela ficar famosa mundialmente. Em 1971 ela apresentou-se no Covent Garden e fez sua estréia no Metropolitan Opera em 1974.
Em 1995 encerrou a sua carreira de cantora.
Atualmente, Fassbaender vem trabalhado como diretora do Teatro estatal de Braunschweig e em 1999 tornou-se intendente do Tiroler Landestheater.

## Literatura
- Wolf-Eberhard von Lewinsky: Brigitte Fassbaender. Interviews. Tatsachen. Meinungen. Mainz: Schott 1999 ISBN 3-254-08351-2